# Sissa
Sissa este o comună în Provincia Parma, Italia. În 2011 avea o populație de 4265 de locuitori.

## Demografie
Format:Demografia/Sissa